# Championnat de France de roller derby 2015-2016
Navigation
2016-2017
Le premier championnat de roller derby français a lieu pour la saison 2015-2016 avec une compétition pour le roller derby féminin et une autre pour le roller derby masculin. Pour le roller derby féminin, le championnat se fait avec 63 équipes réparties en 3 niveaux de compétition et s'étale de novembre à juin. Les 14 équipes masculines participent à une Coupe de France dont les différentes étapes ont lieu entre février et juin.
La première équipe à être sacrée championne de France pour le roller derby féminin est une équipe parisienne, l'équipe PRG - All Stars des Paris Roller Girls, qui bat dans le dernier match de la dernière journée les Nothing Toulouse.

## Championnat féminin
Pour les femmes, la décomposition se fait avec les 63 équipes de France et en fonction de leur classement officiel Européen, le Flat Track Stats :
- les huit meilleures équipes jouent au niveau national, l'Élite,
- les huit suivantes jouent en Nationale 1,
- les autres équipes en Nationale 2 avec 6 zones différentes[2].

Au sein de chacune des catégories du championnat, plusieurs étapes sont organisées et au total chaque formation joue sept rencontres au cours de la saison régulière. Une victoire rapporte 3 points contre 0 pour la défaite. Un classement est établi pour l'Élite, la Nationale 1 et pour chaque groupe de Nationale 2.

### Élite
À la fin de la saison de l'Élite, le classement détermine la meilleure équipe de France. L'équipe se classant huitième de l'Élite est automatiquement reléguée en Nationale 1 alors que l'équipe septième joue un match de barrage contre la deuxième meilleure formation de Nationale 1. Pour cette saison, c'est l'équipe All Star des Paris Roller Girls qui est sacrée championne. Les équipes de Metz et de Rennes sont reléguées en nationale 1 par suite de l'incapacité de l'équipe de Rennes de finir le match contre l'équipe de la Boucherie de Paris lors du match de barrage en raison d'un manque de joueuses.

#### Résultats de l'élite
La première étape pour l'Élite a lieu le 7 novembre 2015. Le plateau de Toulouse accueille les équipes des Bad Bunnies, The Rolling Candies, The Leopard Avengers et la Nothing Toulouse. Les quatre autres équipes (PRG All Star, Les Déferlantes, Les Duchesses et les RDMC All Star) se retrouvent à Metz. Les Nothing Toulouse et les PRG - All Stars gagnent tous leurs matchs et sont donc provisoirement en tête, même si certaines équipes jouent deux matchs et d'autres trois.
L'étape suivante a lieu les 16 et 17 janvier 2016 dans la ville de Caen avec un plateau unique pour les 8 équipes élites. Paris et Toulouse continuent leur parcours sans faute avec de nouvelles victoires alors qu'à l'extrême, Amiens, Caen et Metz ne parviennent toujours pas à remporter de match.
La dernière étape est jouée les 12 et 13 mars 2016 à Paris. Le premier match de la dernière étape voit l'opposition de Caen à Metz et les joueuses de Caen, les Leopard Avengers, remportent leur premier succès sur le score de 231 à 110. Amiens remporte également sa première victoire contre Rennes lors du match suivant, avant que Toulouse ne rentre en scène pour battre les Duchesses de Nantes 268 à 103. Metz perd son dernier match en élite 2015-2016 juste après en étant battue 102 à 290 par Amiens. L'équipe du Roller Derby Metz Club avec aucune victoire est donc assurée de finir huitième du championnat et est reléguée en Nationale 1 pour la saison suivante. Rennes, battue dans le match d'après par Caen 104 à 223, se classe 7e de l'élite et jouera son avenir en élite contre la deuxième meilleure équipe de Nationale 1 les 28 et 29 mai 2016. La dernière rencontre du samedi 12 oppose l'équipe locale, les PRG - All Stars aux Bad Bunnies de Lille et malgré un bon début de match de Lille, Paris remporte son sixième succès de l'année 176 à 131. Le 13 mars, trois matchs viennent clore cette étape et le premier championnat de France de roller derby : Caen-Amiens afin de déterminer la cinquième place, Nantes-Lille pour la troisième place et enfin Toulouse-Paris pour la finale. La dernière journée du premier championnat de France élite commence donc par la rencontre entre les joueuses des Leopard Avengers de Caen contre celles des The Rolling Candies d'Amiens. Les deux équipes se séparent finalement avec 14 points d'écarts en faveur d'Amiens, 174 à 160. Le match suivant entre Lille et Nantes est dominé par les Bad Bunnies de Lille qui l'emportent 180 à 155. Le dernier match de l'année pour l'élite, en dehors du match de barrage, est donc une finale entre les deux meilleures équipes de la saison, deux équipes avec de nombreuses joueuses de l'équipe de France. Toulouse termine la première mi-temps en tête avec 2 points d'avance (99-97). La deuxième mi-temps est tout aussi disputée, chaque équipe prenant tour à tour la tête au score. L'avant dernier jam se finit avec une légère avance de cinq points pour Toulouse (179 à 174) et avec un peu plus d'une minute à jouer. Lors du dernier jam, deux jammeuses de l'équipe de France sont alignées : Hooligan pour Paris contre Ninà Backdraft pour Toulouse. La jammeuse de Paris parvient à prendre la tête en sortant en première du pack puis elle enchaîne deux passages complets à 5 points alors que l'autre jammeuse reste prisonnière du pack trop longtemps. Paris s'impose donc 184 à 179 pour le premier titre de champion de France de l'histoire du roller derby français.
| Résultats de l'étape 1, le 7 novembre | |
| Toulouse - Nothing Toulouse 228-76 Bad Bunnies - Nothing Toulouse 303-65 The Rolling Candies - Nothing Toulouse 284-61 The Leopard Avengers - Bad Bunnies 332-49 The Leopard Avengers - Bad Bunnies 204-109 The Rolling Candies | Metz - RDMC – All Stars 98-218 Déferlantes - RDMC – All Stars 37-464 PRG – All Stars - RDMC – All Stars 33-342 Les Duchesses - Déferlantes 52-334 PRG – All Stars - Déferlantes 50-247 Les Duchesses |

| Résultats de l'étape 2 les 16 et 17 janvier |
| Caen - The Rolling Candies 143-286 PRG – All Stars - The Leopard Avengers 61-250 Les Duchesses - Nothing Toulouse - 650-20 RDMC – All Stars - Les Duchesses 190-110 The Rolling Candies - PRG – All Stars 376-83 - The Leopard Avengers - Déferlantes 51-513 Nothing Toulouse - RDMC – All Stars 7-409 Bad Bunnies - Les Duchesses 72-243 PRG – All Stars - Bad Bunnies 346-60 Déferlantes |

| Résultats de l'étape 3 les 12 et 13 mars |
| Paris - RDMC – All Stars 110-231 The Leopard Avengers - Les Déferlantes 124-275 The Rolling Candies - Nothing Toulouse 268-103 Les Duchesses - RDMC – All Stars 102-290 The Rolling Candies - The Leopard Avengers 223-104 Déferlantes - Bad Bunnies 131-176 PRG – All Stars - The Rolling Candies 174-160 The The Leopard Avengers - Bad Bunnies 180-155 Les Duchesses - Nothing Toulouse 179-184 PRG – All Stars |

#### Classement de l'Élite
| R | Ville    | Club                    | Équipe               | PJ | V | D | P  | Diff  |
| - | -------- | ----------------------- | -------------------- | -- | - | - | -- | ----- |
| 1 | Paris    | Paris Roller Girls      | PRG - All Stars      | 7  | 7 | 0 | 21 | 1365  |
| 2 | Toulouse | Roller Derby Toulouse   | Nothing Toulouse     | 7  | 6 | 1 | 18 | 1865  |
| 3 | Lille    | Lille Roller Girls      | Bad Bunnies          | 7  | 5 | 2 | 15 | 894   |
| 4 | Nantes   | Nantes Derby Girls      | Les Duchesses        | 7  | 4 | 3 | 12 | 414   |
| 5 | Amiens   | Roller Skating Amienois | The Rolling Candies  | 7  | 3 | 4 | 9  | -202  |
| 6 | Caen     | Roller Derby Caen       | The Leopard Avengers | 7  | 2 | 5 | 6  | -762  |
| 7 | Rennes   | Roller Derby Rennes     | Déferlantes          | 7  | 1 | 6 | 3  | -1377 |
| 8 | Metz     | Roller Derby Metz Club  | RDMC - All Stars     | 7  | 0 | 7 | 0  | -2197 |

- Champion de l'élite
- Doit jouer un match de barrage pour rester en élite
- Relégation en Nationale 1

### Nationale 1
À la fin de la saison de Nationale 1, la meilleure équipe monte en Élite et sa dauphine joue un match de barrage contre la septième formation d'Élite. Les équipes classées 7e et 8e de Nationale 1 joue une phase de playoffs avec les meilleures équipes de chacun des six groupes de Nationale 2. Pour cette saison, les All Blocks de Mérignac et la Boucherie de Paris se qualifient pour l'élite grâce à la victoire par forfait de la Boucherie sur les Déferlantes de Rennes lors du match de barrage. En raison des changements de modalité pour le championnat de la saison 2016-2017, le DCCLM de Montpellier et le Gang des Lyonnaises conservent leur place en Nationale 1 malgré leur défaite en demi-finale lors des playoffs de barrage face aux Quedalles (équipe B des Paris Roller Girls) et aux Divines Machines.

#### Résultats de Nationale 1
| Étape 1, les 7 et 8 novembre | |
| Paris - La Boucherie de Paris 290-96 The Cannibal Marmots - La Boucherie de Paris 252-90 Le Gang des Lyonnaises - La Boucherie de Paris 174-98 Blocka Nostra - The Cannibal Marmots 134-158 Blocka Nostra - The Cannibal Marmots 165-120 Le Gang des Lyonnaises | Mérignac - Death Pouffes 108-280 ORD - Death Pouffes 56-258 All Blocks - Death Pouffes 111-143 Bloody Skulls - ORD 93-260 All Blocks - ORD 175-163 Bloody Skulls |
| Étape 2, les 16 et 17 janvier | |
| Toulouse - Le Gang des Lyonnaises 101-272 All Blocks - Blocka Nostra 156-139 Bloody Skulls - Bloody Skulls 190-105 Le Gang des Lyonnaises - Blocka Nostra 114-214 All Blocks - All Blocks 218-88 Bloody Skulls | Orcet - ORD 274-144 The Cannibal Marmots - La Boucherie 243-74 Death Pouffes - The Cannibal Marmots 191-184 Death Pouffes - ORD 161-181 La Boucherie             |
| Étape 3, les 19 et 20 mars | |
| Lyon - The Cannibal Marmots 129-142 Bloody Skulls - Blocka Nostra 167-121 ORD - Death Pouffes 145-116 Le Gang des Lyonnaises - La Boucherie 131-161 All Blocks - Le Gang des Lyonnaises 58-289 Blocka Nostra - La Boucherie 184-90 Bloody Skulls - Blocka Nostra 156-118 Death Pouffes - The Cannibal Marmots 59-258 All Blocks - Le Gang des Lyonnaises 84-220 ORD | |

| R | Ville       | Club                          | Équipe                 | PJ | V | D | P  | Diff |
| - | ----------- | ----------------------------- | ---------------------- | -- | - | - | -- | ---- |
| 1 | Mérignac    | SAM Roller                    | All Blocks             | 7  | 7 | 0 | 21 | 999  |
| 2 | Paris       | Les Quads de Paris            | La Boucherie de Paris  | 7  | 6 | 1 | 18 | 685  |
| 3 | Toulouse    | Roller Derby Toulouse         | Blocka Nostra          | 7  | 5 | 2 | 15 | 180  |
| 3 | Orcet       | FJEP Orcet                    | ORD                    | 7  | 4 | 3 | 12 | 217  |
| 5 | Marseille   | Marseille Roller Derby Club   | Bloody Skulls          | 7  | 3 | 4 | 9  | -123 |
| 6 | Grenoble    | Club Roller Derby 38          | The Cannibal Marmots   | 7  | 2 | 5 | 6  | -508 |
| 7 | Montpellier | Montpellier Derby Club        | Death Pouffes          | 7  | 1 | 6 | 3  | -591 |
| 8 | Lyon        | Lyon Association Roller Derby | Le Gang des Lyonnaises | 7  | 0 | 7 | 0  | -859 |

- Champion de Nationale 1
- Doit jouer un match de barrage pour accéder à l'Élite
- Doit jouer une phase de barrage pour rester en Nationale 1

#### Barrage N1 / N2
À la fin de la saison régulière, la meilleure équipe de chaque zone de Nationale 2 est qualifiée pour une phase finale qui a lieu les 4 et 5 juin 2016 avec les deux moins bonnes formations de Nationale 1. Cette phase finale est un tournoi qualificatif avec trois tours et éliminations directe. Les deux finalistes accèdent à la Nationale 1 pour la saison suivante. Peu de temps avant cette phase finale, la fédération annonce finalement que pour la saison suivante, il y aura 12 équipes en nationale 1 et donc que 6 équipes sur 8 accéderont à la Nationale 1. Les Quedalles, les Divines Machines , le Gang des Lyonnaises, les Death Pouffes, les Roller Derby Panthers Graou et les Hell's Ass Derby Girls gagnent ainsi leur place pour la nationale 1.
|  | Quarts de finale            | Quarts de finale       |                      |     | Demi-finales | Demi-finales |  |  | Finale | Finale |
|  | Quarts de finale            | Quarts de finale       |                      |     | Demi-finales | Demi-finales |  |  | Finale | Finale |
|  |                             |                        |                      |     |              |              |  |  |        |        |
|  |                             |                        |                      |     |              |              |  |  |        |        |
|  |                             |                        |                      |     |              |              |  |  |        |        |
|  | Les Divines Machines        | 266                    |                      |     |              |              |  |  |        |        |
|  | Les Divines Machines        | 266                    |                      |     |              |              |  |  |        |        |
|  | Baywitch Project            | 143                    |                      |     |              |              |  |  |        |        |
|  | Baywitch Project            | 143                    | Les Divines Machines | 198 |              |              |  |  |        |        |
|  |                             |                        | Les Divines Machines | 198 |              |              |  |  |        |        |
|  |                             | Le Gang des Lyonnaises | 151                  |     |              |              |  |  |        |        |
|  | Le Gang des Lyonnaises      | Le Gang des Lyonnaises | 151                  | 195 |              |              |  |  |        |        |
|  | Le Gang des Lyonnaises      |                        |                      | 195 |              |              |  |  |        |        |
|  | Rainbow Furies              | 173                    |                      |     |              |              |  |  |        |        |
|  | Rainbow Furies              | 173                    | Les Divines Machines | 58  |              |              |  |  |        |        |
|  |                             |                        | Les Divines Machines | 58  |              |              |  |  |        |        |
|  |                             | Quedalles              | 279                  |     |              |              |  |  |        |        |
|  | Death Pouffes               | Quedalles              | 279                  | 175 |              |              |  |  |        |        |
|  | Death Pouffes               |                        |                      | 175 |              |              |  |  |        |        |
|  | Roller Derby Panthers Graou | 97                     |                      |     |              |              |  |  |        |        |
|  | Roller Derby Panthers Graou | 97                     | Death Pouffes        | 52  |              |              |  |  |        |        |
|  |                             |                        | Death Pouffes        | 52  |              |              |  |  |        |        |
|  |                             | Quedalles              | 218                  |     |              |              |  |  |        |        |
|  | Quedalles                   | Quedalles              | 218                  | 280 |              |              |  |  |        |        |
|  | Quedalles                   |                        |                      | 280 |              |              |  |  |        |        |
|  | Hell's Ass Derby Girls      | 79                     |                      |     |              |              |  |  |        |        |
|  | Hell's Ass Derby Girls      | 79                     |                      |     |              |              |  |  |        |        |

### Nationale 2
La Nationale 2 est divisée en 6 groupes de 7 ou 8 équipes chacun. À la fin de la saison régulière, un classement est établi dans les six groupes et la meilleure équipe de chaque groupe est qualifiée pour une phase finale qui a lieu les 4 et 5 juin 2016 avec les deux moins bonnes formations de nationale 1 en vue d'accéder au championnat de Nationale 1 pour la saison suivante. Pour cette saison, les changements de modalités du championnat féminin pour la saison 2016-2017 annoncés par la FFRS font que ce ne sont pas 2 mais 6 des 8 équipes disputant le barrage N1/N2 qui se qualifient pour la nationale 1 l'année suivante. C'est ainsi que les Divines Machines de Nantes, les Quedalles (Paris Roller Girls B), les Roller Derby Panthers Graou de Saint Gratien et les Hell's Ass Derby Girls de Strasbourg se qualifient toutes les quatre pour la Nationale 1.
| R | Ville         | Club                            | Équipe                      | M | V | D | P  | Diff  |
| - | ------------- | ------------------------------- | --------------------------- | - | - | - | -- | ----- |
| 1 | Saint-Gratien | AS Saint-Gratien Roller Sports) | Roller Derby Panthers Graou | 7 | 7 | 0 | 21 | +1517 |
| 2 | Rouen         | Les Veuves Noires Roller Derby  | Les Veuves Noires           | 7 | 6 | 1 | 18 | +824  |
| 3 | Orléans       | Orléans Roller                  | Les Simones                 | 7 | 5 | 2 | 15 | +477  |
| 4 | Paris         | Paris Hockey Club               | Les Gueuses de Pigale       | 7 | 4 | 2 | 12 | +236  |
| 5 | Caen          | Roller Derby Caen               | Pétrolleuses de Caen        | 7 | 3 | 4 | 9  | -509  |
| 6 | Chapet        | Les Succubes                    | Les Succubes                | 7 | 2 | 5 | 6  | -685  |
| 7 | Le Havre      | Le Havre Roller Derby           | Burning Mussels             | 7 | 1 | 6 | 3  | -750  |
| 8 | Argenteuil    | Roller de Rien                  | Bashing Banshees            | 7 | 0 | 7 | 0  | -1110 |

| R | Ville           | Club                             | Équipe               | M | V | D | P  | Diff |
| - | --------------- | -------------------------------- | -------------------- | - | - | - | -- | ---- |
| 1 | Nice            | Nice Roller Attitude             | Baywitch Project     | 7 | 6 | 1 | 18 | +613 |
| 2 | Aix-en-Provence | Roller Derby Aix-en-Provence     | Les Amazones         | 7 | 6 | 1 | 18 | +443 |
| 3 | Perpignan       | Roller Derby Pyrénées-Orientales | Coccyx Lexis         | 7 | 5 | 2 | 15 | +454 |
| 4 | Toulon          | Roller Provence Méditerranée     | Toxic Ladies         | 7 | 5 | 2 | 15 | +388 |
| 5 | Nîmes           | Kroko Roller                     | Bones Breakers       | 7 | 3 | 4 | 12 | +237 |
| 6 | Avignon         | Avignon Roller Skating           | Rabbit Skulls        | 7 | 2 | 5 | 6  | -519 |
| 7 | Narbonne        | Narboroller ASPTT                | Les Head Hunters     | 7 | 1 | 6 | 3  | -636 |
| 8 | Cannes          | Roller Derby PM Côte d’Azur      | Pisseuses maléfiques | 7 | 0 | 7 | 0  | -980 |

| R | Ville     | Club                         | Équipe                       | M | V | D | P  | Diff  |
| - | --------- | ---------------------------- | ---------------------------- | - | - | - | -- | ----- |
| 1 | Paris     | Paris Roller Girls           | Quedalles                    | 7 | 7 | 0 | 21 | +2100 |
| 2 | Paris     | Lutèce Destroyeuses          | Les Encastreuses             | 7 | 6 | 1 | 18 | +1046 |
| 3 | Lille     | Roller Derby Lille           | The Switchblade RollerGrrrls | 7 | 5 | 2 | 15 | +982  |
| 4 | Lille     | Lille Roller Girls           | Glorious Bâtardes            | 7 | 4 | 3 | 12 | -42   |
| 5 | Creil     | Creilloise Roller            | The Knock’N’Roll Cannibals   | 7 | 3 | 4 | 9  | -572  |
| 6 | Reims     | Beastie Derby Girls          | Beastie Derby Girls          | 7 | 2 | 5 | 6  | -945  |
| 7 | Montreuil | Roller Skating Montreuillois | Nasty Pêcheresses            | 7 | 1 | 6 | 3  | -1445 |
| 8 | Calais    | Roller Derby Calaisis        | The Black Tagada             | 7 | 0 | 7 | 0  | -1124 |

| R | Ville            | Club                     | Équipe               | M | V | D | P  | Diff  |
| - | ---------------- | ------------------------ | -------------------- | - | - | - | -- | ----- |
| 1 | Nantes           | Nantes Derby Girls       | Les Divines Machines | 7 | 7 | 0 | 21 | +2355 |
| 2 | Rennes           | Roller Derby Rennes      | Vilaines             | 7 | 6 | 1 | 18 | -80   |
| 3 | La Rochelle      | Roller Derby La Rochelle | Hell’R Cheeky Dolls  | 7 | 5 | 2 | 15 | +41   |
| 4 | Lorient          | CPR Lorient              | Les Morues           | 7 | 4 | 3 | 12 | +517  |
| 5 | Limoges          | Limoges Roller Skating   | Porcelain Dolls      | 7 | 3 | 4 | 9  | -357  |
| 6 | Le Mans          | Roller Derby 72          | Les Missfeet         | 7 | 1 | 6 | 3  | -421  |
| 7 | Tours            | Les Nordiks de Touraine  | Silly Geez           | 7 | 1 | 6 | 3  | -564  |
| 8 | La Roche-sur-Yon | La Vendéenne             | Les Passeuses Dâmes  | 7 | 1 | 3 | 6  | -1131 |

| R | Ville             | Club                  | Équipe                  | M | V | D | P  | Diff  |
| - | ----------------- | --------------------- | ----------------------- | - | - | - | -- | ----- |
| 1 | Strasbourg        | Stracross             | Hell’s Ass Derby Girls  | 6 | 5 | 1 | 15 | +1103 |
| 2 | Belfort           | Roller Derby Belfort  | Knee Breakers on Wheels | 6 | 5 | 1 | 15 | +621  |
| 3 | Lyon              | Lyon Roller           | Grrriottes Girrrls      | 6 | 5 | 1 | 15 | +353  |
| 4 | Dijon             | Di Dollz Roller Derby | Velvet Owls             | 6 | 2 | 4 | 6  | -258  |
| 5 | Aubenas           | Ardech’Roll           | Criminal Nurses         | 6 | 2 | 4 | 6  | -435  |
| 6 | Le Bourg-d'Oisans | Oisans Roller Derby   | Sc'Alpes Hell           | 6 | 1 | 5 | 3  | -667  |
| 7 | Orcet             | FJEP Orcet            | ORD B                   | 7 | 1 | 6 | 3  | -717  |

| R | Ville    | Club                                   | Équipe                 | M | V | D | P  | Diff  |
| - | -------- | -------------------------------------- | ---------------------- | - | - | - | -- | ----- |
| 1 | Toulouse | Roller Derby Toulouse                  | Rainbow Furies         | 7 | 7 | 0 | 21 | +871  |
| 2 | Mérignac | SAM Roller Sports                      | Spring Blocks          | 7 | 5 | 2 | 15 | +491  |
| 3 | Pibrac   | Pibrac Roller Skating                  | Les Harpies Braqueuses | 7 | 5 | 2 | 15 | +490  |
| 4 | Tarbes   | Tarbes Pau Pyrénées Roller Hockey Club | Full Metal Punkettes   | 7 | 5 | 2 | 15 | +303  |
| 5 | Albi     | Roll'in Tarn                           | Bloody Patchol'        | 7 | 3 | 4 | 9  | -297  |
| 6 | Castres  | Castres Roller Derby #81               | Black Crows            | 7 | 2 | 5 | 6  | -398  |
| 7 | Anglet   | Roller Derby Côte Basque               | Valient Bitchiz        | 7 | 1 | 6 | 3  | -450  |
| 8 | Pau      | Roller Derby Palois                    | Pau Crazy Dolls        | 7 | 0 | 7 | 0  | -1010 |

## Coupe masculine
Quatorze équipes masculines participent à la Coupe de France : les six meilleures équipes, déterminées sur les résultats des deux précédentes années, jouent directement la phase finale alors que les huit autres sont réparties en deux poules et jouent un premier tour de qualification. L’équipe arrivant première au classement de chaque poule est qualifiée pour la Coupe de France. Un tournoi éliminatoire est ainsi mis en place avec établissement d'un classement complet. Les matchs de poule sont censés se jouer les 27 et 28 février 2016 alors que la phase finale a lieu les 14, 15 et 16 mai 2016. Le groupe A a lieu les 27 et 28 février mais pour la poule B, une partie est jouée à ces dates, la deuxième partie du tournoi ayant lieu fin avril à Lyon. Cette saison, les Quad Guards de Toulouse remportent la coupe.
| Ville       | Club                             | Nom              |
| ----------- | -------------------------------- | ---------------- |
| Calais      | Roller Derby Calaisis            | Zombeers         |
| Lille       | Lille Roller Girls               | Lille Moustaches |
| Montpellier | Le Crès Montpellier Roller Derby | Kamiquadz        |
| Orcet       | FJEP Orcet                       | Le Wolfgang      |
| Paris       | Panam Squad                      | Panam Squad      |
| Toulouse    | Roller Derby Toulouse            | Quad Guards      |

### Qualifications
| Les 27 et 28 février 2016\| | Les 27 et 28 février 2016\| | Le 30 avril 2016\|                                                                                            |

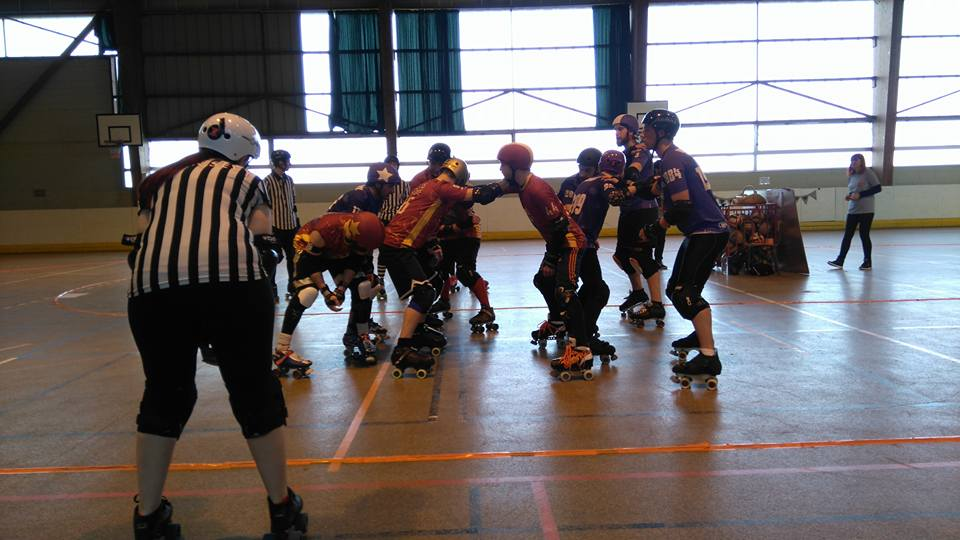
Début du match entre Rouen et Nantes

| Aubergenville - Les Jules Vénères 271-111 Track’Ass - Les Damnés 12-412 Les Croque Morts - Les Croque Morts 205-152 Les Jules Vénères - Les Damnés 59-283 Track’Ass - Les Damnés 132-489 Les Jules Vénères - Track’Ass 129-152 Les Croque Morts | Orcet - Mon Cherrry 63 - 274 The Quadstrators - Les Bandits Machos 131 - 201 Styx - Les Bandits Machos 166 - 173 The Quadstrators | Lyon - Mon Cherrry 139 - 152 Les Bandits Machos - The Quadstrators 126 - 111 Styx - Mon Cherrry 76 - 226 Styx |

| R | Ville  | Club                           | Équipe            | M | V | D | P | Diff |
| - | ------ | ------------------------------ | ----------------- | - | - | - | - | ---- |
| 1 | Rouen  | Les Veuves Noires Roller Derby | Les Croque Morts  | 3 | 3 | 0 | 9 | +476 |
| 2 | Nantes | Mens Roller Derby from L.A.    | Les Jules Vénères | 3 | 2 | 1 | 6 | +464 |
| 3 | Tours  | Les Nordiks de Touraine        | Track’Ass         | 3 | 1 | 2 | 3 | -59  |
| 4 | Chapet | Les Succubes                   | Les Damnés        | 3 | 0 | 3 | 0 | -981 |

| R | Ville    | Club                      | Équipe             | M | V | D | P | Diff |
| - | -------- | ------------------------- | ------------------ | - | - | - | - | ---- |
| 1 | Grenoble | Mens Roller Derby 38      | The Quadstrators   | 3 | 3 | 0 | 9 | +333 |
| 2 | Bordeaux | Roller Derby Bordeaux Men | Styx               | 3 | 2 | 1 | 6 | +205 |
| 3 | Mâcon    | Roller Derby Mâcon        | Les Bandits Machos | 3 | 1 | 2 | 3 | -64  |
| 4 | Lyon     | Lyon Roller               | Mon Cherrry        | 3 | 0 | 3 | 0 | -374 |

### Phase finale
|  | Quarts de finale | Quarts de finale |             |                  | Demi-finales           | Demi-finales |  |  | Finale    | Finale |
|  | Quarts de finale | Quarts de finale |             |                  | Demi-finales           | Demi-finales |  |  | Finale    | Finale |
|  |                  |                  |             |                  |                        |              |  |  |           |        |
|  |                  |                  |             |                  |                        |              |  |  |           |        |
|  |                  |                  |             |                  |                        |              |  |  |           |        |
|  | Quad Guards      | 283              |             |                  |                        |              |  |  |           |        |
|  | Quad Guards      | 283              |             |                  |                        |              |  |  |           |        |
|  | Les Croque Morts | 76               |             |                  |                        |              |  |  |           |        |
|  | Les Croque Morts | 76               | Quad Guards | 337              |                        |              |  |  |           |        |
|  |                  |                  | Quad Guards | 337              |                        |              |  |  |           |        |
|  |                  | Lille Moustaches | 53          |                  |                        |              |  |  |           |        |
|  | Le Wolfgang      | Lille Moustaches | 53          | 202              |                        |              |  |  |           |        |
|  | Le Wolfgang      |                  |             | 202              |                        |              |  |  |           |        |
|  | Lille Moustaches | 214              |             |                  |                        |              |  |  |           |        |
|  | Lille Moustaches | 214              | Quad Guards | 214              |                        |              |  |  |           |        |
|  |                  |                  | Quad Guards | 214              |                        |              |  |  |           |        |
|  |                  | Panam Squad      | 159         |                  |                        |              |  |  |           |        |
|  | Panam Squad      | Panam Squad      | 159         | 448              |                        |              |  |  |           |        |
|  | Panam Squad      |                  |             | 448              |                        |              |  |  |           |        |
|  | The Quadstrators | 47               |             |                  |                        |              |  |  |           |        |
|  | The Quadstrators | 47               | Panam Squad | 255              |                        |              |  |  |           |        |
|  |                  |                  | Panam Squad | 255              | Match pour la 3e place |              |  |  |           |        |
|  |                  | Kamiquadz        | 97          |                  |                        |              |  |  |           |        |
|  | Kamiquadz        | Kamiquadz        | 97          | 180              |                        |              |  |  |           |        |
|  | Kamiquadz        |                  |             | 180              |                        |              |  |  |           |        |
|  | Zombeers         | 176              |             | Lille Moustaches | 184                    |              |  |  |           |        |
|  | Zombeers         | 176              |             | Lille Moustaches | 184                    |              |  |  |           |        |
|  |                  |                  |             |                  |                        |              |  |  | Kamiquadz | 171    |
|  |                  |                  |             |                  |                        |              |  |  | Kamiquadz | 171    |

|  | Demi-finales     | Demi-finales |                        |     | Match pour la 5e place | Match pour la 5e place |
|  | Demi-finales     | Demi-finales |                        |     | Match pour la 5e place | Match pour la 5e place |
|  |                  |              |                        |     |                        |                        |
|  |                  |              |                        |     |                        |                        |
|  |                  |              |                        |     |                        |                        |
|  | Les Croque Morts | 245          |                        |     |                        |                        |
|  | Les Croque Morts | 245          |                        |     |                        |                        |
|  | Le Wolfgang      | 139          |                        |     |                        |                        |
|  | Le Wolfgang      | 139          | Les Croque Morts       | 131 |                        |                        |
|  |                  |              | Les Croque Morts       | 131 |                        |                        |
|  |                  | Zombeers     | 180                    |     |                        |                        |
|  | The Quadstrators | Zombeers     | 180                    | 82  |                        |                        |
|  | The Quadstrators |              |                        | 82  |                        |                        |
|  | Zombeers         | 314          |                        |     |                        |                        |
|  | Zombeers         | 314          | Match pour la 7e place |     |                        |                        |
|  |                  |              |                        |     |                        |                        |
|  |                  |              |                        |     |                        |                        |
|  |                  |              |                        |     |                        |                        |
|  | Le Wolfgang      | 215          |                        |     |                        |                        |
|  | Le Wolfgang      | 215          |                        |     |                        |                        |
|  | The Quadstrators | 220          |                        |     |                        |                        |
|  | The Quadstrators | 220          |                        |     |                        |                        |

| R | Ville       | Club                             | Nom              |
| - | ----------- | -------------------------------- | ---------------- |
| 1 | Toulouse    | Roller Derby Toulouse            | Quad Guards      |
| 2 | Paris       | Panam Squad                      | Panam Squad      |
| 3 | Lille       | Lille Roller Girls               | Lille Moustaches |
| 4 | Montpellier | Le Crès Montpellier Roller Derby | Kamiquadz        |
| 5 | Calais      | Roller Derby Calaisis            | Zombeers         |
| 6 | Rouen       | Les Veuves Noires Roller Derby   | Les Croque Morts |
| 7 | Grenoble    | Mens Roller Derby 38             | The Quadstrators |
| 8 | Orcet       | FJEP Orcet                       | Le Wolfgang      |